# 蒙达里斯-瓦尔内亚里奥
蒙达里斯-瓦尔内亚里奥，是西班牙加利西亚自治区蓬特韦德拉省的一个市镇。 总面积2平方公里，总人口693人（2001年），人口密度347人/平方公里。